# Stefan 5. af Ungarn
Stefan 5. (ungarsk: V. István) (født 18. oktober 1239, død 6. august 1272) var konge af Ungarn og Kroatien fra 1270 til sin død i 1272, hertug af Transsylvanien fra 1257 til 1259 og fra 1260 til 1270 samt hertug af Steiermark fra 1258 til 1260.